# Bupleurum veronense
Bupleurum veronense är en flockblommig växtart som beskrevs av Antonio Turra. Bupleurum veronense ingår i släktet harörter, och familjen flockblommiga växter. Inga underarter finns listade i Catalogue of Life.